# Casa Guilherme Marback
Casa Guilherme Marback é um palacete fundado no final do século XIX, localizado no bairro do Barris, na cidade de Salvador, capital do estado da Bahia.

## História
Estima-se que a casa tenha sido construída e inaugurada ao final do século XIX. Localizado na Rua do Salete, no bairro do Barris, em Salvador no ano de 1925, o palacete foi adquirido por Eugênio Gonçalves Tourinho, marido de Ana Carneiro da Rocha, cuja irmã, Maria Magdalena Carneiro da Rocha casou-se com o Guilherme Lassance Marback.
Com o passar dos anos, a residência passou a pertencer a um dos filhos do casal Maria e Guilherme, o economista e político tendo sido governador interino do estado da Bahia, Guilherme Marback, que também atuou como professor da Faculdade de Ciências Econômicas da Universidade Federal da Bahia.
Com a morte de Marback em 1954, o palacete foi vendido para Fundação Visconde de Cairú, onde o edifício abriga a presidência e alguns setores administrativos da faculdade. A fundação existe desde 1905, e ao ocupar o palacete foram feitas algumas reformas para abrigar também atividades acadêmicas.

## Tombamento
No ano de 2003, o edifício passou pelo processo de tombamento histórico junto ao Instituto do Patrimônio Artístico e Cultural da Bahia (IPAC), órgão estadual baiano que visa garantir e conservar a memória do estado da Bahia.